# Station Funato
 Station Funato (船戸駅, Funato-eki) is een spoorwegstation in de Japanse stad Iwade. Het wordt aangedaan door de Wakayama-lijn. Het station heeft twee sporen, gelegen aan twee zijperrons en is onbemand.

## Treindienst

### JR West
| 1 | ■ Wakayama-lijn | richting Kokawa en Hashimoto |
| 2 | ■ Wakayama-lijn | richting Wakayama            |

## Geschiedenis
Het station werd in 1899 geopend.  

## Stationsomgeving
- Stadhuis van Iwade
- Ōmiya-schrijn
- Hotel Itō
- Narakaidō (oude weg)
- Kinokawa-rivier
- Funatozan Golf Club

(Yamatoji-lijn<<) Ōji · Hatakeda · Shizumi · Kashiba · JR Goidō · Takada · (>>Sakurai-lijn) · Yamato-Shinjō · Gose · Tamade · Wakigami · Yoshinoguchi · Kitauchi · Gojō · Yamato-Futami · Suda · Shimohyōgo · Hashimoto · Kii-Yamada · Kōyaguchi · Nakaiburi · Myōji · Ōtani · Kaseda · Nishi-Kaseda · Nate · Kokawa · Kii-Nagata · Uchita · Shimoisaka · Iwade · Funato · Kii-Ogura · Hoshiya · Senda · Tainose · Wakayama